# Eugenia (nome)
Eugenia  è un nome proprio di persona italiano femminile.

## Varianti
- Maschili: Eugenio

### Varianti in altre lingue
- Basco: Eukene[1]
- Bielorusso: Яўгенія (Jaŭhenija)
- Bulgaro: Евгения (Evgenija)[1]
  - Ipocoristici: Женя  (Ženja)[1]
- Catalano: Eugènia
- Ceco: Evženie
- Francese: Eugénie[1]
- Galiziano: Uxía[1]
- Gallese: Owena[1]

- Greco antico: Ευγενεια (Eugeneia)[1]
- Greco moderno: Ευγενια (Eugenia)[1]
- Inglese: Eugenia[1]
  - Ipocoristici: Genie[1]
- Macedone: Евгенија (Evgenija)[1]
- Polacco: Eugenia[1]
- Portoghese: Eugénia 
  - Portoghese brasiliano: Eugênia[1]

- Rumeno: Eugenia[1]
- Russo: Евгения (Evgenija)[1]
  - Ipocoristici: Женя  (Ženja)[1]
- Slovacco: Eugénia
- Spagnola: Eugenia[1]
- Ucraino: Євгенія (Jevhenija)
- Ungherese: Eugénia

## Origine e diffusione
È la forma femminile del nome Eugenio, che deriva dal greco ευγενης (eugenes), composto da ευ (eu, "bene") e γενης (genes, "nato"); significa "ben nata", "di nobile stirpe", "nobiltà".
Il nome era utilizzato occasionalmente in Inghilterra nel Medioevo, ma solo nel XIX secolo il suo uso divenne comune.

## Onomastico
L'onomastico si può festeggiare in memoria di diverse sante e beate, ricordate nei giorni seguenti:
- 7 febbraio, beata Eugénie Smet (in religione Maria della Provvidenza), religiosa francese, fondatrice della congregazione delle suore Ausiliatrici delle Anime del Purgatorio[3][4]
- 10 marzo, santa Maria Eugenia Milleret de Brou, religiosa francese, fondatrice della congregazione delle Religiose dell'Assunzione[3][5]
- 2 luglio, beata Eugénie Joubert, suora francese[3]
- 25 luglio, santa Eugenia, vergine e martire[3]
- 1º agosto, beata Maria Kanizja, al secolo Eugenia Mackiewicz, una delle martiri di Nowogródek
- 7 settembre, beata Eugenia Picco, mistica, superiora generale della congregazione delle Piccole Figlie dei Sacri Cuori di Gesù e Maria[3][6]
- 16 settembre, santa Eugenia di Hohenburg, badessa[3][7]
- 25 dicembre, santa Eugenia di Roma, martire sotto Valeriano[3][8]
- 30 dicembre, beata Eugenia Ravasco, fondatrice della congregazione delle Figlie dei Sacri Cuori di Gesù e di Maria[3][9]

## Persone

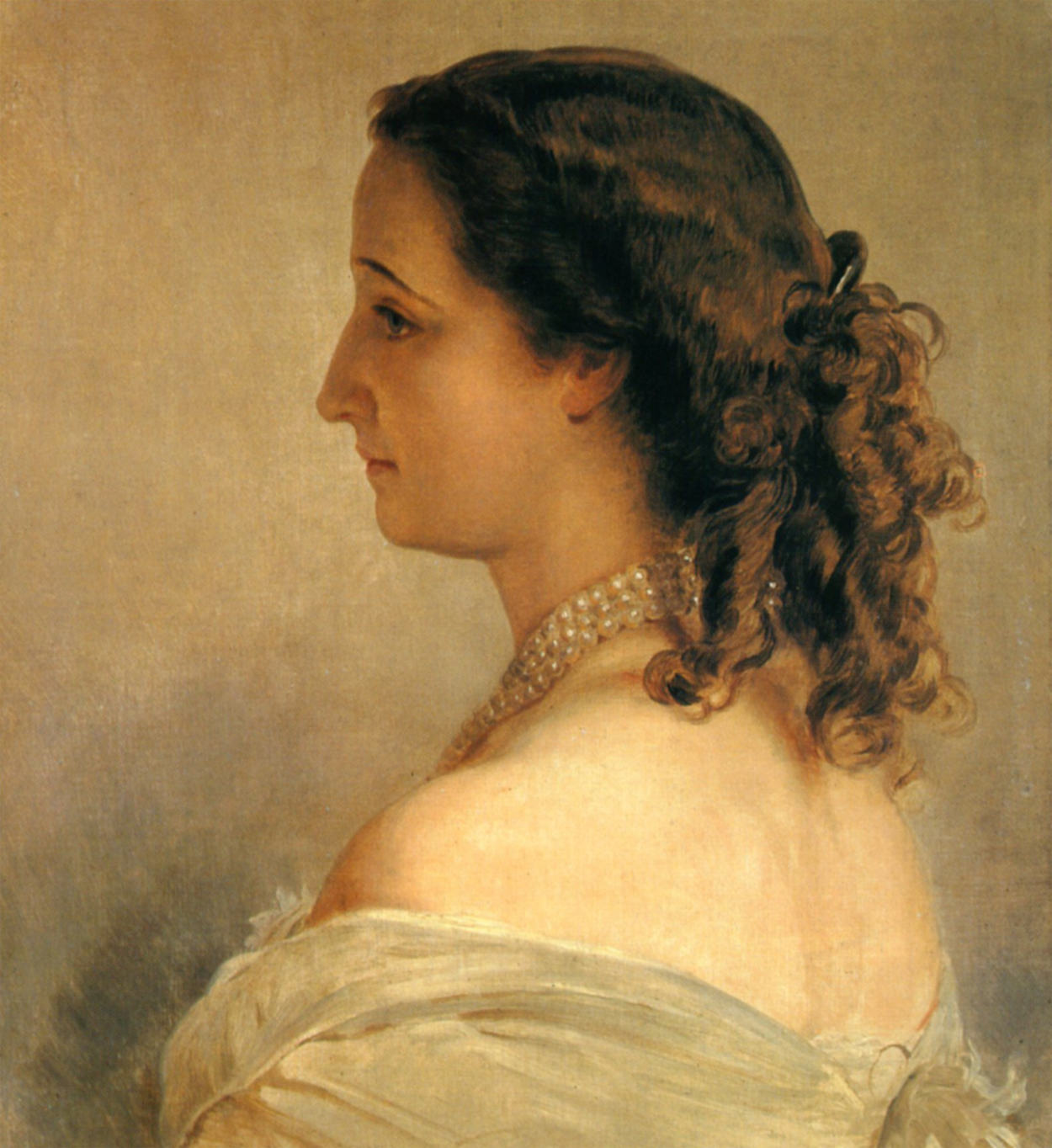
Eugenia de Montijo

Eugenia Martinet

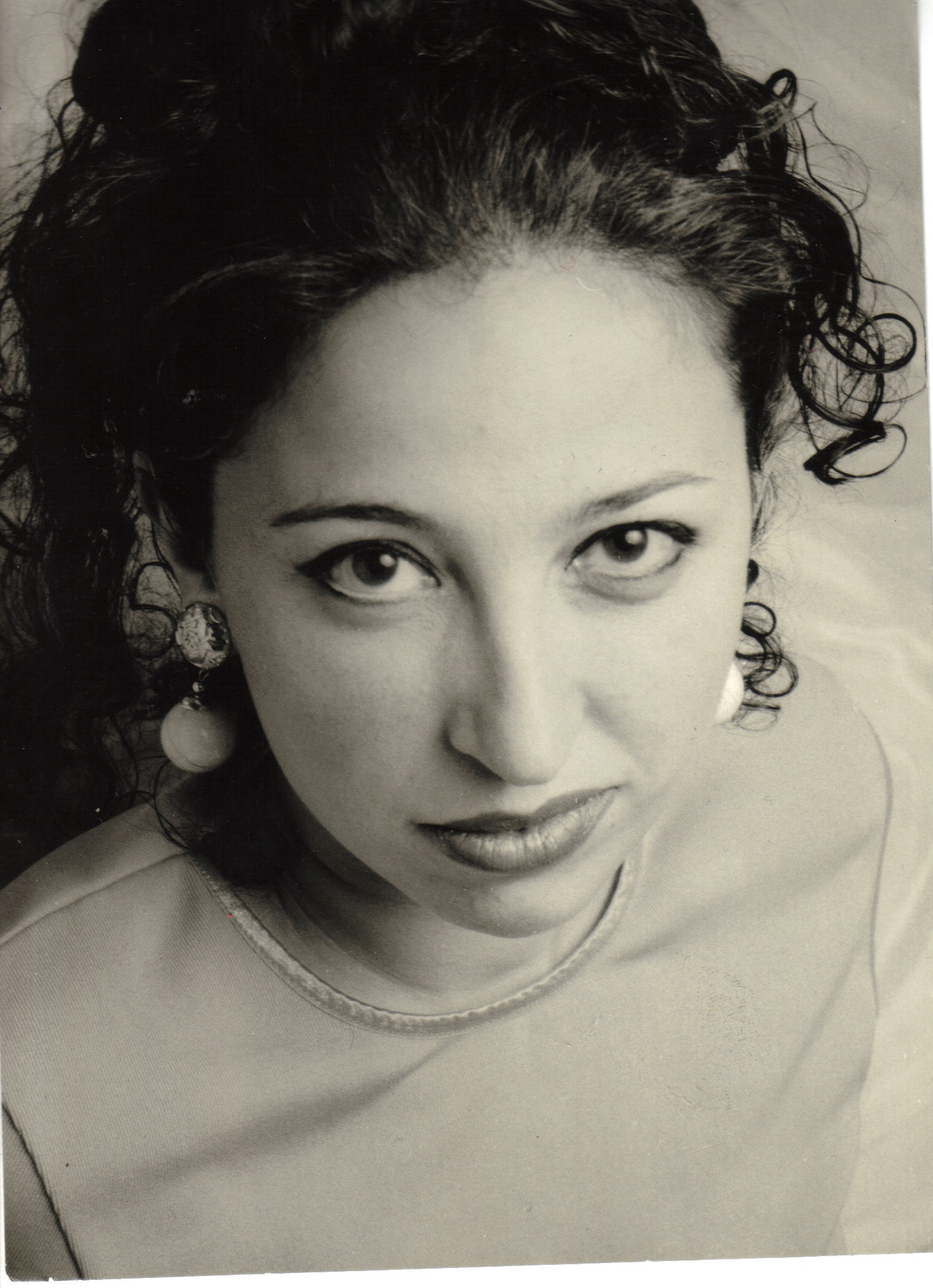
Eugenia Rico

- Isabella Clara Eugenia d'Asburgo, infanta di Spagna e di Portogallo
- Vittoria Eugenia di Battenberg, regina di Spagna
- Eugenia di Grecia, unica figlia del principe Giorgio di Grecia e della principessa Maria Bonaparte
- Eugenia di Leuchtenberg (1808–1847), principessa di Hohenzollern-Hechingen
- Eugenia di Leuchtenberg (1845–1945), duchessa di Oldenburg
- Eugenia di Roma, santa romana
- Eugenia di Svezia, nobile, musicista e scrittrice svedese
- Eugenia di York, figlia di Andrea, duca di York
- Eugenia Attendolo Bolognini Litta, nobile italiana
- Eugenia Bonino, attrice italiana
- Eugenia Bulat, poetessa moldava
- Eugenia Burzio, soprano italiano
- Eugenia Casini-Ropa, docente italiana
- Eugenia Charles, politica dominicense
- Eugenia Costantini, attrice italiana
- Eugenia de Montijo, imperatrice di Francia
- Eugenia Foligatti, cantante italiana
- Eugenia Martinet, poetessa italiana
- Eugenia Picco, religiosa e mistica italiana
- Eugenia Ratti, soprano italiano
- Eugenia Ravasco, filantropa e religiosa italiana
- Eugenia Elisabetta Ravasio, missionaria italiana
- Eugenia Rico, scrittore spagnola
- Eugenia Roccella, giornalista e politica italiana
- Eugenia Sacerdote de Lustig, scienziata e medico italiana
- Eugenia Santana, modella spagnola
- Eugenia Smith, scrittrice statunitense
- María Eugenia Suárez, attrice, modella e cantante argentina

### Variante Eugénie

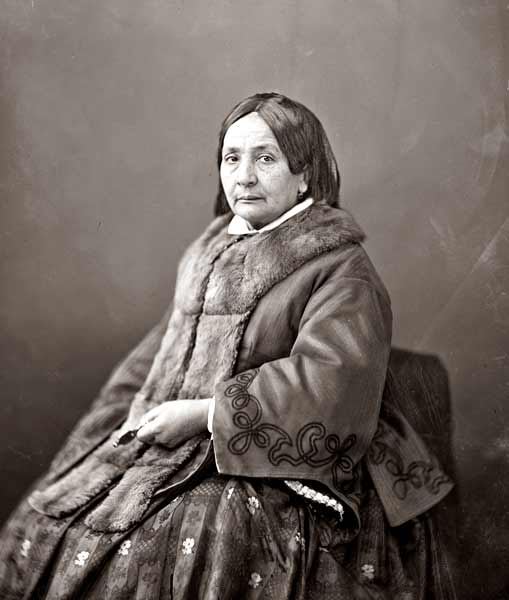
Eugénie Niboyet

- Eugénie Blanchard, supercentenaria francese
- Eugénie Buffet, cantante francese
- Eugénie Cotton, scienziata francese
- Eugénie de Guérin, scrittrice francese
- Eugénie Joubert, religiosa francese
- Eugénie Niboyet, attivista e giornalista francese
- Eugénie Smet, religiosa francese
- Eugénie Strong, archeologo britannica
- Eugénie Emma Valladon, vero nome di Thérésa, cantante francese

### Variante Evgenija

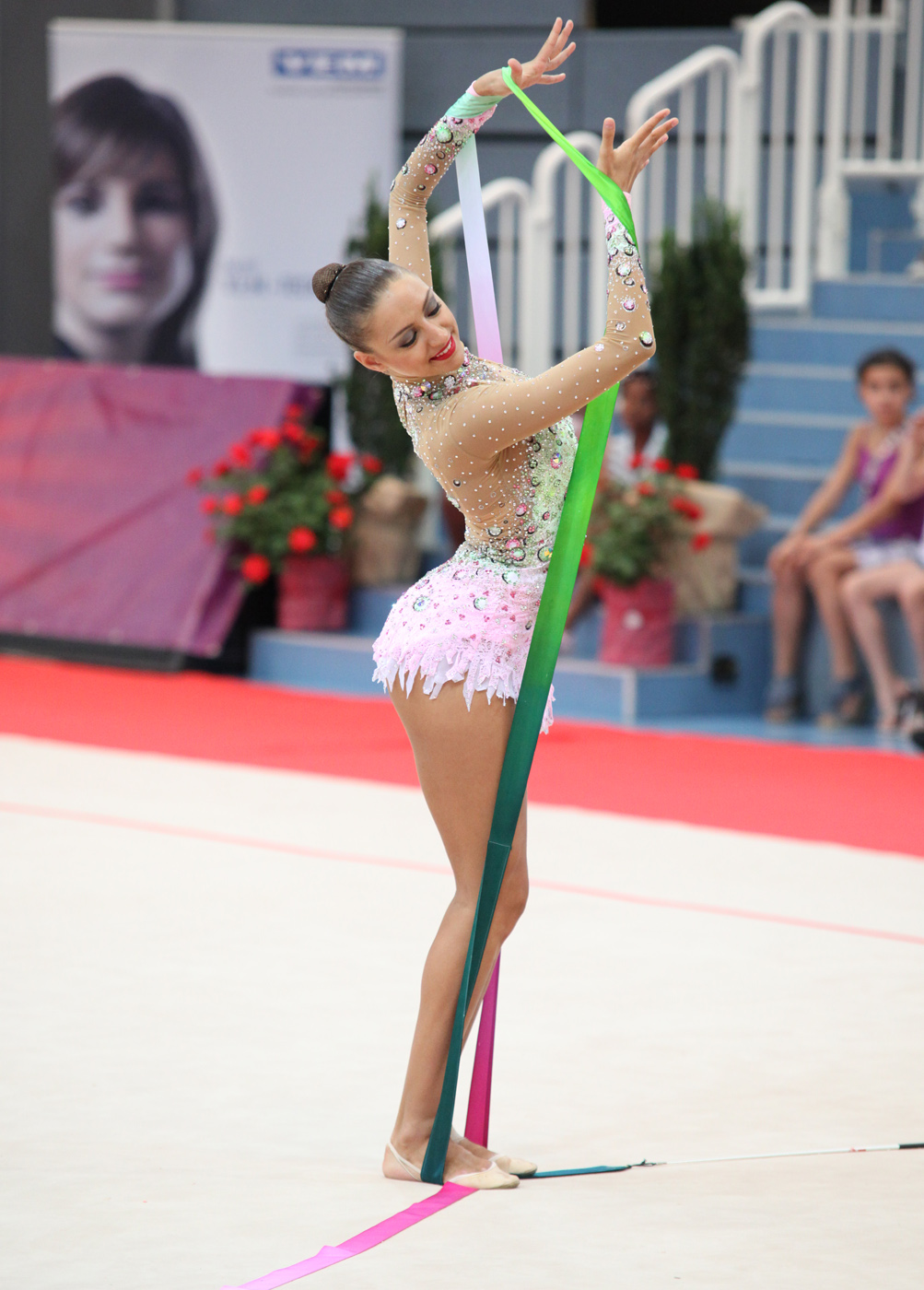
Evgenija Kanaeva

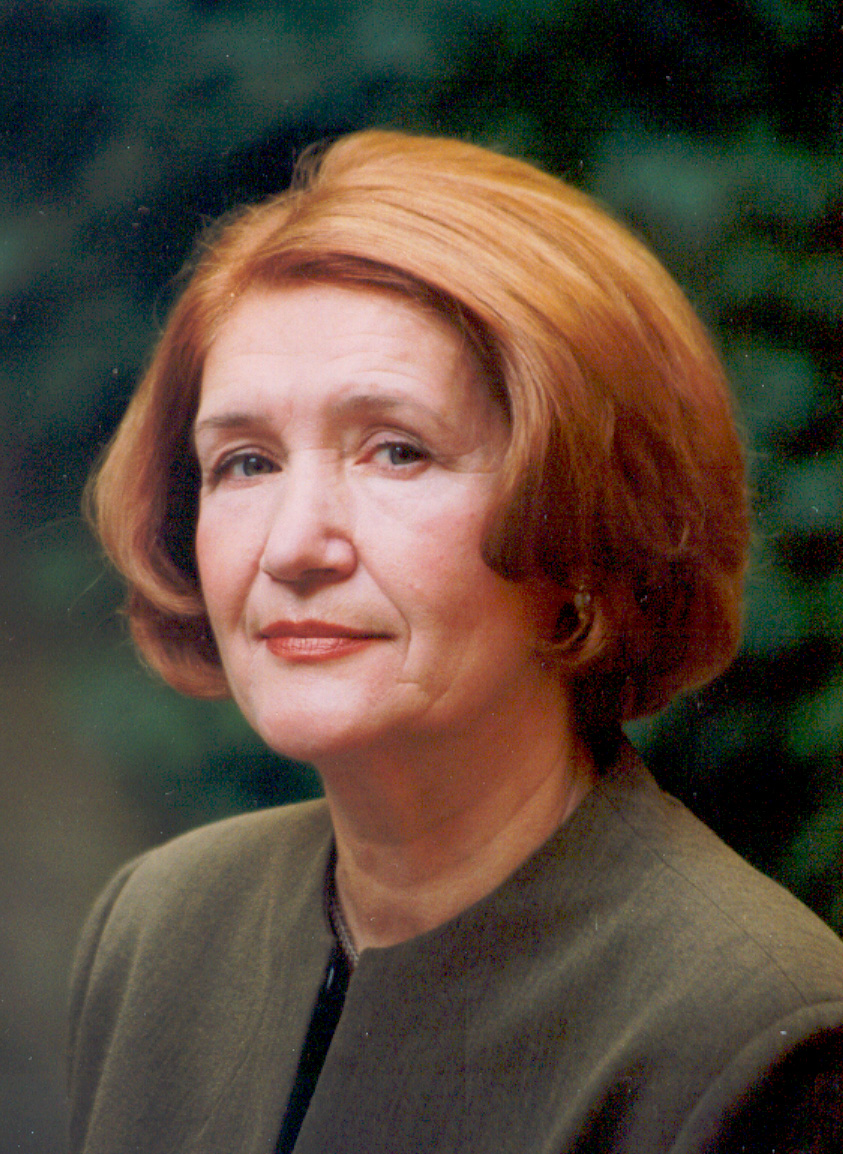
Jevgēņija Ļisicina

- Evgenija Artamonova, pallavolista russa
- Evgenija Beljakova, cestista russa
- Evgenija Borisenko, vero nome di Jia Ruskaja, danzatrice, coreografa, insegnante e direttrice didattica italiana
- Evgenija Chachina, fondista russa
- Evgenija Ginzburg, scrittrice russa
- Evgenija Kanaeva, ginnasta russa
- Evgenija Kolodko, atleta russa
- Evgenija Lamonova, schermitrice russa
- Evgenija Medvedeva, fondista russa
- Evgenija Nikonova, cestista russa
- Evgenija Poljakova, atleta russa
- Evgenija Radanova, pattinatrice di short track e pistard bulgara
- Evgenija Rodina, tennista russa
- Evgenija Šapovalova, fondista russa
- Evgenija Sečenova, atleta sovietica
- Evgenija Starceva, pallavolista russa
- Evgenija Stroganova, schermitrice russa
- Evgenija Ukolova, giocatrice di beach volley russa
- Evgenija Volodina, modella russa

### Variante Jevhenija
- Jevhenija Duškevyč, pallavolista ucraina
- Jevhenija Vlasova, cantautrice ucraina

### Altre varianti
- Genie Francis, attrice statunitense
- Jevgēņija Ļisicina, organista lettone
- Genie Zhuo, attrice e cantante taiwanese

## Il nome nelle arti
- Uxía Cambarro è un personaggio del film del 2001 Dagon - La mutazione del male, diretto da Stuart Gordon.
- Eugénie de Danglars è un personaggio della serie anime Il conte di Montecristo.
- Eugénie Grandet è la protagonista del romanzo di Honoré de Balzac Eugenia Grandet e delle opere da esso derivate.
- Eugenia Montiel è la protagonista della telenovela Señora.